# Ral·li Olympus
El Ral·li Olympus, oficialment Olympus Rally, és un ral·li que es disputa als EUA. És l'únic ral·li d'aquest país que ha format part del Campionat Mundial de Ral·lis.

## Guanyadors
A 22 d'abril de 2022
| Any               | Pilot           | Copilot                 | Cotxe                       | Camp. |
| ----------------- | --------------- | ----------------------- | --------------------------- | ----- |
| 1973              | Gene Henderson  | Ken Pogue               | AMC Jeep                    | USA   |
| 1974              | Gene Henderson  | Ken Pogue               | AMC Jeep                    | USA   |
| 1975              | John Buffum     | Vicki Dykema            | Ford Escort                 | USA   |
| 1976              | John Buffum     | Vicki Dykema            | Porsche Carrera             | USA   |
| 1977              | Ron Richardson  | Ray Hocker              | Plymouth Arrow              | USA   |
| 1978              | John Buffum     | Doug Shepherd           | Triumph TR7                 | USA   |
| 1979              | Hendrik Blok    | Damon Trimble           | Plymouth Arrow              | USA   |
| 1980              | Rod Millen      | Dave Weiman             | Mazda RX-7                  | USA   |
| 1981              | Rod Millen      | Bob Kraushaar           | Mazda RX-7                  | USA   |
| 1982              | John Buffum     | Doug Shepherd           | Audi quattro                | USA   |
| 1983              | Rod Millen      | R. Dale Kraushaar       | Mazda RX-7                  | USA   |
| 1984              | Rod Millen      | R. Dale Kraushaar       | Mazda RX-7                  | USA   |
| 1985              | Hannu Mikkola   | Arne Hertz              | Audi Quattro                |       |
| 1986              | Markku Alén     | Ilkka Kivimäki          | Lancia Delta S4             | WRC   |
| 1987              | Juha Kankkunen  | Juha Piironen           | Lancia Delta HF 4WD         | WRC   |
| 1988              | Miki Biasion    | Tiziano Siviero         | Lancia Delta Integrale      | WRC   |
|                   |                 |                         |                             |       |
| 2006              | Wyeth Gubelmann | Cindy Krolikowski       | Subaru Impreza WRX STI      | USA   |
| 2007              | Ramana Lagemann | Mark Williams           | Mitsubishi Lancer Evolution | USA   |
| 2008              | Ken Block       | Alessandro Gelsomino    | Subaru Impreza WRX STI      | USA   |
| 2009              | Travis Pastrana | Christian Edstrom       | Subaru Impreza WRX STI      | USA   |
| 2010              | Travis Pastrana | Christian Edstrom       | Subaru Impreza WRX STI      | USA   |
| 2011              | David Higgins   | Craig Drew              | Subaru Impreza WRX STI      | USA   |
| 2012              | Ken Block       | Alessandro Gelsomino    | Ford Fiesta                 | USA   |
| 2013: No disputat |                 |                         |                             |       |
| 2014              | Hardy Schmidtke | Chris Kremer            | Mitsubishi Lancer Evolution | USA   |
| 2015              | David Higgins   | Craig Drew              | Subaru WRX STI              | USA   |
| 2016              | David Higgins   | Craig Drew              | Subaru WRX STI              | USA   |
| 2017              | David Higgins   | Craig Drew              | Subaru WRX STI              | USA   |
| 2018              | Patrik Sandell  | Per Almkvist            | Subaru WRX STI              | USA   |
| 2019              | Oliver Solberg  | Denis Giraudet          | Subaru WRX STI              | USA   |
| 2020              | Barry McKenna   | Leon Jordan             | Škoda Fabia                 | USA   |
| 2021              | Travis Pastrana | Rhianon Smyth-Gelsomino | Subaru WRX STI              | USA   |